# Mount Afflick
Mount Afflick är ett berg i Antarktis. Det ligger i Östantarktis. Australien gör anspråk på området. Toppen på Afflick är 1 582 meter över havet.
Terrängen runt Mount Afflick är huvudsakligen lite kuperad. Trakten är obefolkad utan några samhällen i närheten.